# Cantone di Pauillac
Il Cantone di Pauillac era una divisione amministrativa dell'arrondissement di Lesparre-Médoc.
A seguito della riforma approvata con decreto del 20 febbraio 2014, che ha avuto attuazione dopo le elezioni dipartimentali del 2015, è stato soppresso.

## Composizione
Comprendeva i comuni di:
- Cissac-Médoc
- Pauillac
- Saint-Estèphe
- Saint-Julien-Beychevelle
- Saint-Sauveur
- Saint-Seurin-de-Cadourne
- Vertheuil